# Potoczek (Wilkowice)
Potoczek – część wsi Wilkowice w Polsce, położona w województwie śląskim, w powiecie bielskim, gminie Wilkowice.
W latach 1975–1998 Potoczek administracyjnie należał do województwa bielskiego.
Potoczek obejmuje swym zasięgiem obszar pomiędzy ulicą Falistą, ulicą Długą oraz ulicą Żywiecką, o łącznej powierzchni około 28 ha, z prawie stoma domostwami.